# Quézac, Lozère
Quézac är en kommun i departementet Lozère i regionen Occitanien i södra Frankrike. Kommunen ligger i kantonen Sainte-Enimie som tillhör arrondissementet Florac. År 2018 hade Quézac 334 invånare.

## Befolkningsutveckling
Antalet invånare i kommunen Quézac
| Referens: INSEE |